# Casa de Spínola
La Casa de Spinola (castellanizado como Spínola , Espínola o Espíndola y posteriormente, como Espinosa) es un linaje patricio de origen genovés que, junto con los Grimaldi, los Doria y los Fieschi, era una de las cuatro familias más antiguas e importantes de la nobleza feudal de la República de Génova. 
Tiene su origen en el vizconde Ido, señor de Val Polcevera, segundo hijo de Alfredo, I conde de la Marca, descendiente de los condes de Cléveris, cuyos bisnietos Guido y Oberto Spinola, fueron los primeros en utilizar el apellido.

## Historia
El origen de la familia se encuentra en el vizconde Ido, un noble y militar germano, al que hacen hijo segundo de Adolfo, primer conde de la Marca y Altena, que descendía de los condes de Cléveris. Vivió en el siglo X y tuvo siete hijos, entre ellos Oberto Visconti, padre de Belo Visconti, de quien nacieron Guido y Oberto Spinola, que dieron lugar a esta familia. Sobre el origen del nombre, Angelo Maria Scorza informa en su obra Le famiglie nobili genovesi tres versiones principales:

- que estos dos hermanos trajeran a Génova desde Oriente una espina de la corona de Jesucristo;
- por haber sido señores de Monte Spinola en el Marquesado de Varsi;
- que los dos hermanos practicaran el oficio de fabricantes de barriles.

La familia aparece ya en la Historia Genovesi del año 1100 en la lista de casas nobles genovesas. Obtuvo su riqueza y poder del comercio, las finanzas y la explotación de tierras. El linaje se divide en numerosas ramas, algunos de cuyos miembros gozaron de feudos imperiales.
En el recuento de nobles genoveses de 1575, los Spinola eran los que contaban con más familias nobles de entre las antiguas, doscientas cuarenta y tres de un total de quinientas veinticuatro. En ese siglo existían unas veinte ramas de la familia, de las que solo algunas residían en Génova, mientras que otras lo hacían en centros importantes del comercio y las finanzas de la Europa occidental. Las leyes de 1528 hicieron que la familia se dividiese en dos: la nobleza antigua, cuyo miembros se denominaban Spinola de San Luca por la casa madre, situada en la plaza de la iglesia de tal nombre, y la nueva, o Spinola de Lúculo. Solo diecisiete de las cuarenta ramas de la familia vivían aún en Génova. La familia tenía estrechos y antiguos vínculos con otra de las principales de la ciudad, la de los Grimaldi.

## Miembros destacados
- Battista Spinola (1472-1539), Dux de la República de Génova.

- Agostino Spinola (c. 1482-1537), cardenal italiano.

- Luca Spinola  (1489–1579), Dux de la República de Génova.

- Simone Spinola (1497–1569), Dux de la República de Génova.

- Tomassina (m. 1505), esposa de Luca. Se enamoró del rey Luis XII de Francia a su paso por Génova en 1502. Mantuvo con este una ardiente correspondencia y murió de tristeza unos días más tarde tras conocer la enfermedad de su amante platónico.[10]

- Filippo Spinola (1535–1593), cardenal italiano.

- Orazio Spinola (1547–1616), cardenal italiano.

- Tomaso Spinola (1557–1631), Dux de la República de Génova.

- Andrea Spinola (1562–1641), Dux de la República de Génova.

- Ambrosio Spínola (1569-1630) fue un general genovés al servicio del rey de España, conocido por la toma de Breda (1625), al que el rey le concedió el Ducado de Sesto (Nápoles, 1612) y el Marquesado de los Balbases (1621, con Grandeza de España).

- Alessandro Spinola (1589–1665), Dux de la República de Génova.

- Agustín Spínola (1597-1649), religioso español cardenal y arzobispo de Santiago de Compostela.

- Giulio Spinola (1612–1666), cardenal italiano.

- Ambrosio Spinola y Cataneo (m. 1615), banquero italiano al servicio de la Corona de España.

- Giambattista Spinola ((1615-1704), cardenal italiano.

- Agostino Spinola (1624–1692), Dux de la República de Génova.

- Luca Spinola (1628–1715), Dux de la República de Génova.

- Pablo Spínola Doria (1628-1699), perteneció al Consejo de Italia, al Consejo de Estado y al Consejo de Guerra, y fue Gobernador del Milanesado (1668-1670).

- Giambattista Spinola (1646-1719), cardenal italiano.

- Ambrosio Ignacio Spínola (1632-1684), religioso español, obispo de Oviedo, arzobispo de Santiago de Compostela, Valencia y Sevilla.

- Carlos Felipe Spínola (1655-1721), duque de Sesto y Virrey de Sicilia (1707-1713).

- Nicola Gaetano Spinola (1659–1735), cardenal italiano.

- Ambrosio Spínola y Ferrer (1662-1741), militar español, creado I marqués de Montemolín.

- Giovanni Battista Spínola (1681-1752), cardenal italiano.

- Benito Antonio Spínola y Moro (1687-1774), I marqués de Spínola, teniente general de la Armada Española.

- Carlos Ambrosio Gaetano Spínola de la Cerda (1696-1757), aristócrata y diplomático italiano al servicio de la Corona de España.

- Marcelo Spínola y Tribucci (1755-1836), teniente general de la Armada Española.

- Marcelo Spínola (1835-1906), cardenal y beato español.

- Bárbara de Candia Spínola, (1603- 1632) emprendedora mujer de letras, en su corta trayectoria produjo textos que estimularon la liberación y los derechos de la mujer en la vida colonial española, falleció a la edad de 29 años; sepultada en  Lima, Perú, registros de la Catedral Metropolitana San Juan Evangelista.[11]

- Cattocchia Spinola, esposa del noble genovés Gaspare Cattaneo Della Volta, y madre de Simonetta Vespucci, conocida como la musa de Botticelli.

- Laura di Negro Spínola (m. 1838), quien ayudó a la causa de Giuseppe Mazzini, el patriota revolucionario italiano, y sus seguidores.[11]

- Agustín Adorno y Spinola, IV conde de Montegil.

- Luis de Mirabal y Espínola (c. 1670-1729), I marqués de Mirabal, presidente del Consejo de Castilla.

- Jaime de Guzmán-Dávalos y Spínola (1690-1767), militar, diplomático y gobernador español, V conde de Pezuela de las Torres y II marqués de la Mina.

- Juan Francisco de Miraval y Spinola, I conde de Villafuerte Bermeja.

- Luis Antonio Fernández de Córdoba y Spínola, (1704-1768), XI duque de Medinaceli y otros títulos.

- Joaquín, Manuel, Francisco y Antonio Ponce de León y Spínola, VIII a XI duques de Arcos.

- Narciso de Fernández de Heredia y Spínola, I conde de Heredia-Spínola.